# Aphamartania breviventris
Aphamartania breviventris är en tvåvingeart som först beskrevs av Macquart 1848.  Aphamartania breviventris ingår i släktet Aphamartania och familjen rovflugor. Inga underarter finns listade i Catalogue of Life.